# Gouvernement du Nigeria
Le gouvernement fédéral du Nigeria est l'un des organes exécutifs du pays. Le président de la République choisit les ministres du gouvernement dont il conduit directement la politique (sans Premier ministre).
Le système est né en 1954 et il est aujourd'hui composé de trois niveaux:
- le gouvernement fédéral (conseil exécutif fédéral) ;
- les États fédérés, chacun dirigé par un gouverneur élu, qui nomme ses commissaires, équivalents de ministres au niveau local ;
- 774 gouvernements locaux.

Le président est ainsi contraint de choisir au moins un ministre originaire de chacun des trente-six États fédérés.

## Composition
Placé sous l’autorité du président Bola Tinubu et du vice-président Kashim Shettima, l'actuel gouvernement du Nigeria est composé de 44 ministres :
- Hannatu Musawa, ministre de l’Art, de la Culture et de l’Economie créative
- Mohamed Badaru, ministre de la Défense
- Bello Matawalle, secrétaire d’Etat, Défense
- Tahir Maman, ministre de l’Education
- Yusuf T. Sununu, secrétaire d’Etat, Education
- Ahmed M. Dangiwa, ministre du Logement et du Développement urbain
- Abdullahi T. Gwarzo, secrétaire d’Etat, Logement et Développement urbain
- Atiku Bagudu, ministre du Budget et de la Planification économique
- Ishak Salako, secrétaire d’Etat, Environnement et Gestion écologique
- Nyesom Wike, ministre du Territoire de la Capitale fédérale
- Mairiga Mahmud, secrétaire d’Etat, Territoire de la Capitale fédérale
- Joseph Utsev, ministre des Ressources Hydriques et de l’Assainissement
- Bello M. Goronyo, secrétaire d’Etat, Ressources Hydriques et l’Assainissement
- Abubakar Kyari, ministre de l’Agriculture et de la Sécurité alimentaire
- Aliyu Sabi Abdullahi, secrétaire d’Etat, Agriculture et Sécurité alimentaire
- Saidu A. Alkali, ministre de l’Intérieur
- Yusuf M. Tuggar, ministre des Affaires étrangères
- Ali Pate, ministre de la Santé et de la Protection sociale
- Tunji Alausa, secrétaire d’Etat, Santé et Protection sociale
- Ibrahim Geidam, ministre des Affaires policières
- Imaan Sulaiman-Ibrahim, secrétaire d’Etat, Affaires policières
- Shuaibu A. Audu, ministre du Développement de la Sidérurgie
- Maigari Ahmadu, secrétaire d’Etat, Développement de la Sidérurgie
- Muhammed Idris, ministre de l’Information et de l’Orientation nationale
- Lateef Fagbemi, ministre de la Justice
- Simon B. Lalong, ministre du Travail et de l’Emploi
- Nkiruka Onyejeocha, secrétaire d’Etat, Travail et de l’Emploi
- Zephaniah Jisalo, ministre des Missions spéciales et des Affaires intergouvernementales
- Bosun Tijani, ministre des Communications, de l’Innovation et de l’Economie digitale
- Wale Edun, ministre de l’Economie et des Finances
- Bunmi Tunji-Ojo, ministre de la Marine and de l’Economie bleue
- Adebayo Abdelabu, ministre de l’Energie
- Dele Alake, ministre du Développement des ressources minérales solides
- Lola Ade-John, ministre du Tourisme
- Adegboyega Oyetola, ministre des Transports
- Doris Anite, ministre de l’Industrie, du Commerce et de l’Investissement
- Uche Nnaji, ministre de l’Innovation, des Sciences et des Technologies
- David Umahi, ministre des Travaux publics
- Festus Keyamo, ministre de l’Aviation et du Développement aérospatial
- Abubakar Momoh, ministre de la Jeunesse
- Betta Edu, ministre des Affaires humanitaires et de la Réduction de la pauvreté
- Ekperipe Ekpo, secrétaire d’Etat, Ressources gazières
- Heineken Lokpobiri, secrétaire d’Etat, Ressources pétrolières
- John Enoh, Ministre du Développement sportif
- Uju Kennedy, Ministre de la Condition féminine